# Orinomana viracocha
Espèce
Orinomana viracocha est une espèce d'araignées aranéomorphes de la famille des Uloboridae.

## Distribution
Cette espèce est endémique de la région de Lima au Pérou,. Elle se rencontre vers le río Lurín à 50 m d'altitude.

## Description
La femelle holotype mesure 2,80 mm.

## Étymologie
Cette espèce est nommée en l'honneur de Viracocha.

## Publication originale
- Grismado & Rubio, 2015 : Three new species and the first known males of the Andean spider genus Orinomana Strand (Araneae, Uloboridae). Zootaxa, no 4052(2), p. 201-214.